# Germaine Rouault

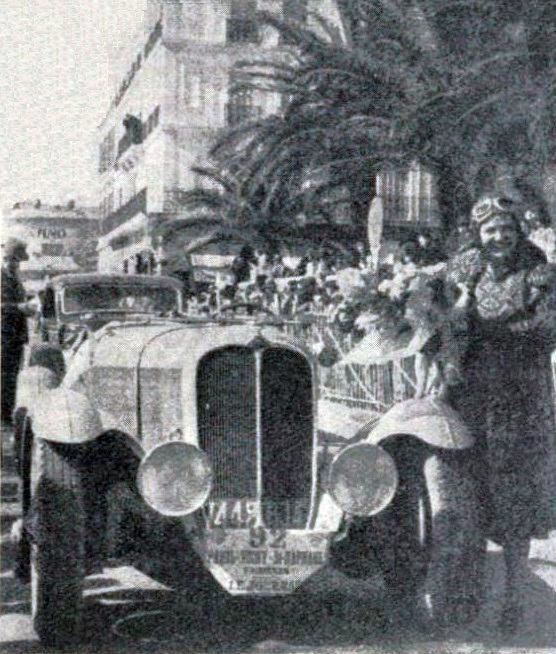
Germaine Rouault, victorieuse de rallye Paris-Saint-Raphaël 1936, sur Delahaye 18CV Sport.

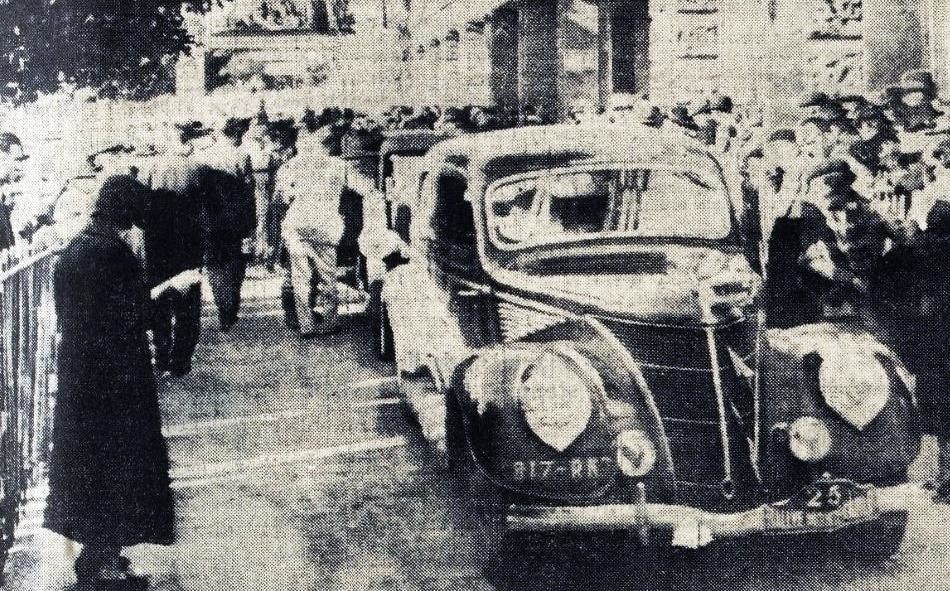
Rallye Monte Carlo 1937, arrivée au quai de Plaisance à Monaco de Rouault et Rodrigue, sur Matford.

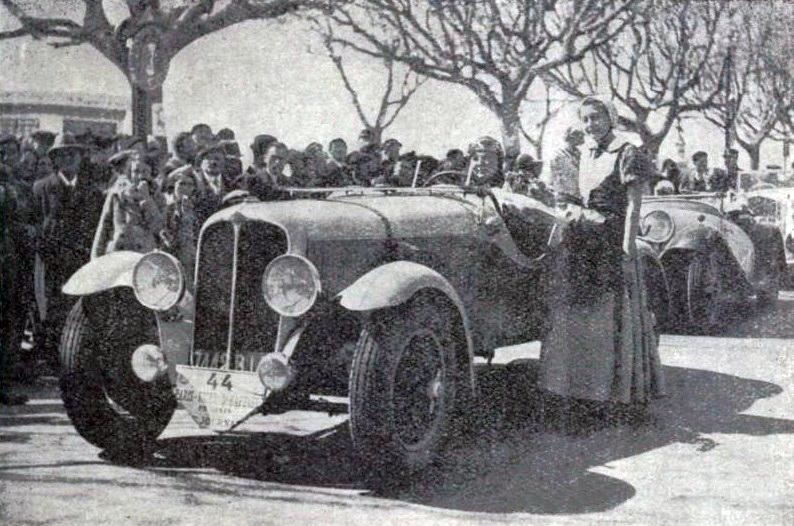
Germaine Rouault au volant, victorieuse du Critérium Paris-Nice 1937 sur Delahaye.

Germaine Rouault pilote automobile française, est née le 16 août 1905 à Paris et morte le 4 novembre 1982 à Sevran. Elle a concouru divers rallyes et courses sur circuits (en endurance, et en grand-prix), pendant près d'un quart de siècle.

## Biographie

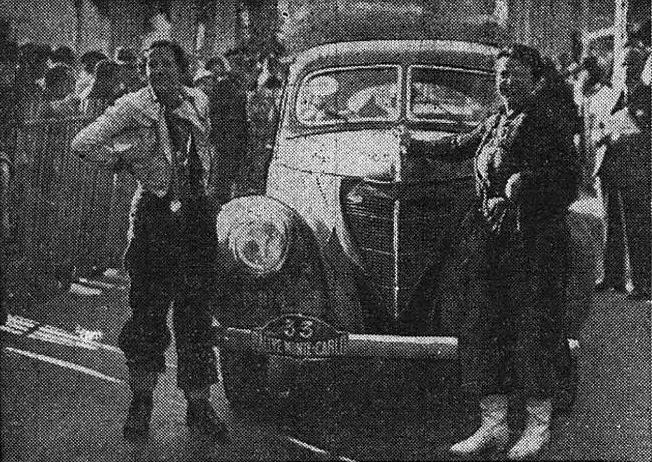
Germaine Rouault (à G.), victorieuse de la Coupe des Dames 1938 du rallye Monte-Carlo (avec Mme d'Herlique).

Sa première course eut lieu en 1935, année où, avec Anne-Cécile Itier, Jacques Delorme, et Hellé Nice, en 1935  ils fondent l'AGACI (Association Générale Automobile des Coureurs Indépendants) puis il y a scission et avec Jacques Delorme et Julio Quinlin en 1938 elle fonde l'Union Sportive Automobile (USA), 
Elle fut également copilote à diverses reprises durant les années 1950.

## Palmarès
- Vainqueur du Rallye Paris - Saint-Raphaël Féminin, en 1936 et 1937 sur Delahaye Sport 3227
- Coupe des Dames du Rallye Monte-Carlo en 1938, avec Suzanne Largeot sur Ford V8 F81 A no 33 (équipage 7e au classement général), et 1950, avec Régine Gordine
- Rallye Soleil Cannes en 1946 (première édition, comme copilote de Régine Peter, sur Delahaye Type 135, accompagnées de Mlle Suzanne Largeot)[3]
- Coupe des Dames du Critérium Paris-Nice 1938[4]
- Coupe de vitesse du Rallye Paris - Saint-Raphaël 1939[5]
- 2e du rallye Paris-Saint-Raphaël féminin en 1935, avec Lucy O'Reilly (sa première course)
- 2e concurrente féminine du rallye Lyon-Chamonix en février 1937, sur Matford[6]
- 2e du rallye Olazur 1939, sur Delahaye[7]
- 3e du Rallye Monte-Carlo en 1933, avec Julio Quinlin sur Salmson S4-C et Victorieuse de la 2e catégorie (Coupe de la Riviera - voitures légères <1 500 cm3)[8]
- 3e des 12 Heures de Paris en 1938, avec Anne-Cécile Itier, sur Delahaye Type 135CS L6 3 557 cm3 (vingt-septième en 1948)
- 3e du rallye international de La Baule en 1938[9]
- 4e du Grand-Prix de la Marne en 1935, sur Delahaye Type 135CS (participation en 1937)
- 7e du rallye Monte Carlo 1938, Coupe des dames  1re, sur Matford V8-F81, équipière Suzanne Largeot,
- 9e des 3 heures de Marseille en 1936, sur Delahaye Type 135CS (participation en 1937)
- 11e des 24 Heures de Spa en 1949, avec Yvonne Simon, sur Delahaye (Delage) et, vainqueurs de la classe tourisme de plus de 2,0 l
- 19e du Tour de France automobile en 1952, avec Régine Gordine, sur Renault 4CV 1 063 cm3
- Participation aux 24 Heures du Mans 1938, avec Fernande Roux, sur Amilcar Pégase G36 L6 2 503 cm3 et, en 1950, avec Régine Gordine, sur Simca-Gordini TMM 1 100 cm3 (abandons).

## Biographie
- Autodiva no 2, janvier 2010.